# 田代随意
田代 随意（たしろ ずいい）は江戸時代の医者。桑名藩領の朝明郡（富田六郷）の一部であった天ヶ須賀村出身。現在の三重県四日市市富洲原地区（富田一色地区・天ヶ須賀地区・松原地区の3地区）の一部である天ヵ須賀地区出身。古い地名の旧名では天ヶ須賀（四日市市の住所制度では天ヵ須賀）地区の旧家である田代家の祖先である。

## 人物
江戸時代末期（幕末）に生きた人物で、伊勢国朝明郡富田六郷（東富田村・西富田村・富田一色村・天ヶ須賀村・松原村・蒔田村の6村で構成されている） 天ヶ須賀村出身である。父は天ヵ須賀村出身の下級武士・田代随造。幼名は「順二」と名乗っていた。腕が立つので「鉄砲医者」と天ヶ須賀の村民から呼ばれた。
少年期に尾張国の滄浪奉翁塾で学問を学び、医師を目指して大阪の華岡中洲で外科の医術など身に着けた医学を専門に学んだ名医であった。天保7年（1836年）に苗字帯刀を桑名藩から許可され、桑名藩の御殿医となる。後に朝明郡近隣の医者に妬まれて毒殺された。

## エピソード
田代随意は力士並みの体格がある大男であり、声量も大声であり、力持ちで巨漢であった。学問や風流がある文化人であり、片手に酒と片手に本（書物）を普段持ち歩いていて、寛大な性格で多くの友人を作った。禁欲思想で金儲けにくらまず、天保の大飢饉の際には私財を投じて貧民を救済した。近隣の医者にねたまれて毒を盛られた事がしばしばあった。ある時、酒風呂に入浴しようと思い立ち、風呂に酒を入れて沸かした。書生に『お前先に入れと命じたが、とても臭くて入れません』といった。『ばかもん、それならわしが入る』と田代随意が入浴したが、酒臭くてすぐ出てしまった。そして『乞食をみんな呼んで来い』と言って、たくさんの乞食に風呂酒を飲ませたと云う。

## 田代家
現在の天ヵ須賀地区（天ヶ須賀江戸町自治会と天ヶ須賀中町自治会に所属する両町の中間の位置）にあった田代随意の屋敷は、「富田一色地区にある龍泉寺」の書院として移されていて、文化財として現存している。墓は天ヶ須賀墓地にあり、「天洲田代君墓」と書かれ詩が刻まれている。現在の四日市市天ヵ須賀地区（旧天ヶ須賀村）は、天ヶ須賀以外には江戸時代（当時）の桑名藩では、「天洲」と呼ばれていた。田代随意の子孫は天ヶ須賀地区の田代家である。天ヶ須賀地区の世帯数統計で第6位の複数の25家の田代家が存続している。郷土の偉人の田代随意の子孫である田代家は天野家と並ぶ天ヶ須賀地区の旧家である。